# ساموئل گیبز فرنچ
ساموئل گیبز فرنچ (انگلیسی: Samuel Gibbs French; ۲۲ نوامبر ۱۸۱۸ – ۲۰ آوریل ۱۹۱۰) فرد نظامی اهل ایالات متحده آمریکا بود.